# 토요일 오후
"토요일 오후"는 1972년 공개된 대한민국의 영화이다.

## 배역
- 박노식
- 윤정희
- 황정순
- 최남현
- 문오장
- 박암
- 정애란
- 남성훈
- 윤희
- 조학자